# Epigrafi di Cerignola
Le epigrafi di Cerignola sono le iscrizioni (o epigrafi) di epoca romana rinvenute sul territorio comunale di Cerignola.

## Ara votiva della dea Bona
aram Bonae
Deae d(e) s(ua) p(ecunia) f(aciendam) c(uravit) et p(ro) s(alute)»
fece costruire un'ara alla dea Bona a proprie spese e per la sua
salute»
(Epigrafe incisa sull'ara votiva.)
Epigrafe incisa su un altare votivo in pietra calcarea, successivamente adattato ad acquasantiera e murato nella parete destra del santuario della Madonna di Ripalta. Il testo si riferisce ad un altare fatto costruire a sue spese da Sextilia Accepta e dedicato alla dea Bona, il cui culto era assai diffuso nella zona di Cerignola. La dimensione delle lettere segue un ordine decrescente.

### Misure
|                     | Altezza (cm) | Larghezza (cm) | Spessore (cm) |
| Reperto             | 52           | 38             | 38            |
| Specchio Epigrafico | 33           | 42             |               |

## Ara votiva della dea Diana
Euthero
templum
cum ara
L. P(ublilius) D(- - -) Patruinus
v(ir) c(larissimus)»
abile nella caccia
un tempio
con altare
L. Publilius D. Patruinus
uomo illustrissimo»
(Epigrafe incisa sull'ara votiva.)

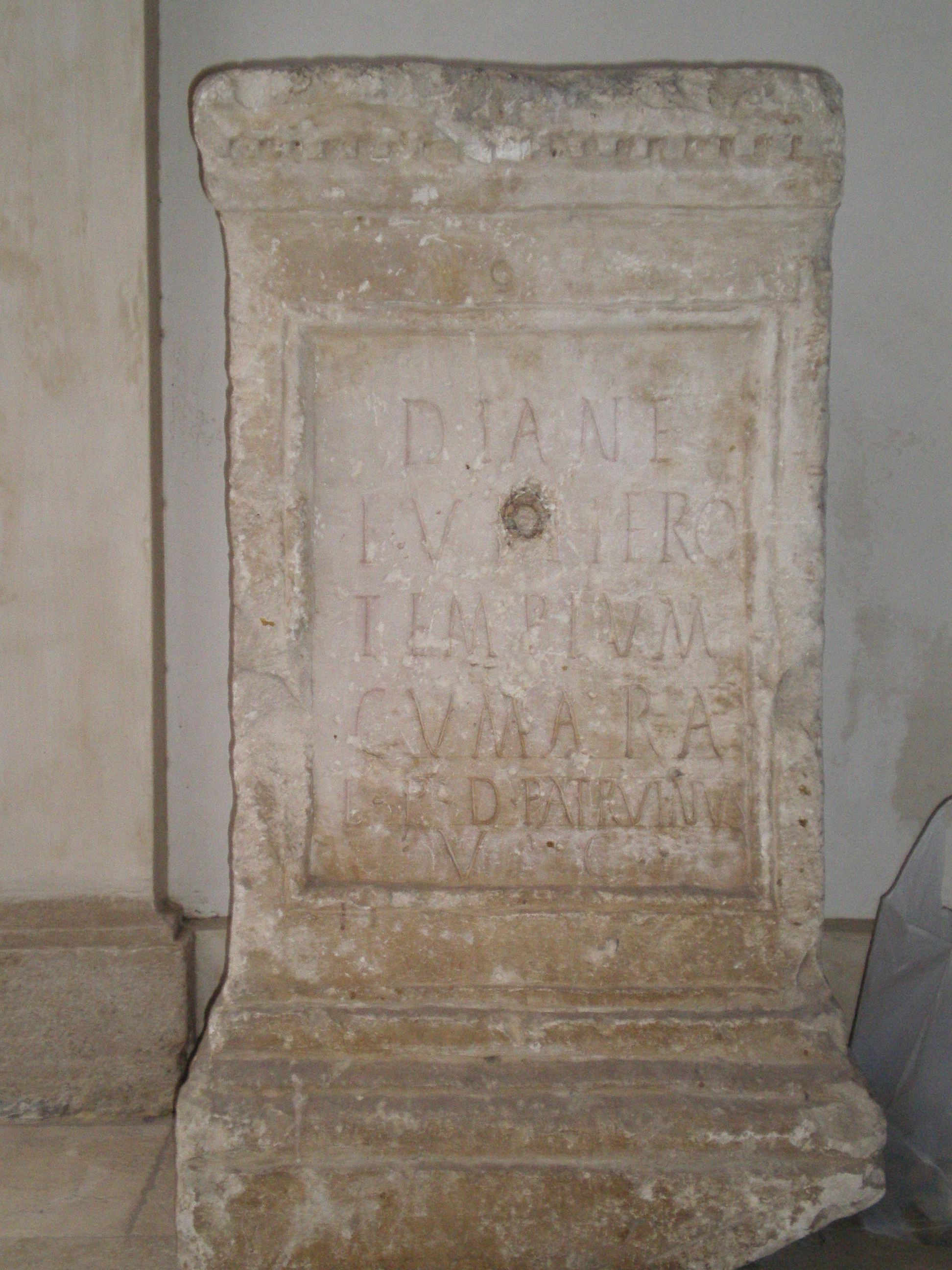
Ara votiva della dea Diana

Epigrafe incisa su un altare votivo in pietra calcarea scoperto nel 1856 in località Santa Felicita, nel territorio dell'antica Herdonia, distante circa 3 chilometri dalla stazione di Orta Nova. Sulla faccia laterale sono scolpiti un vaso di vino e un ramo di olivo, mentre la cornice presenta figure a forma di croce; caratteristico è il coronamento a dentelli. L'epigrafe, risalente al III secolo d.C., si riferisce alla costruzione di un altare dedicato alla dea Diana fatto costruire dal senatore Lucius Publilius D. Patruinus. Attualmente il reperto è conservato nell'atrio di palazzo Cirillo-Farrusi.

### Misure
|                     | Altezza (cm) | Larghezza (cm) | Spessore (cm) |
| Reperto             | 120          | 58             | 56            |
| Specchio Epigrafico | 56           | 42             |               |

## Blocco di testata del parapetto di un ponte
divi Nervae f(ilius)
Nerva Traianus
Aug(ustus). Germ(anicus). Dacic(us).
pont(ifex). max(imus). tr(ibunicia). pot(estate).
XIII imp(erator). VI co(n)S(ul). V
p(ater). p(atriae).
viam a Benevento
Brundisium pecun(ia).
sua fecit.»
figlio del divino Nerva,
Nerva Traiano,
Augusto Germanico Dacico,
pontefice massimo,
13 volte investito del potere tribunizio,
6 volte acclamato imperatore,
5 volte console,
padre della patria,
col suo denaro costruì la via
da Benevento a Brindisi»
(Epigrafe incisa sulla lapide lungo la via Traiana.)
Blocchi di testata appartenenti ai parapetti di un ponte sul tratto Ordona-Canosa della via Traiana e rinvenuto in località canale Castello. Il testo ricorda che l'imperatore Traiano finanziò sia l'arteria che porta il suo nome, che i ponti edificati sul suo tracciato. Se il luogo del rinvenimento e il luogo della collocazione originaria dovessero coincidere, sarebbe confermato il tracciato della via Traiana conosciuto dagli storici: Stornara-Cerignola, canale Castello, Torricelli, Capitolo. Le lapidi attesterebbero la presenza di un ponte che in epoca passata attraversava canale Castello. La presenza nell'epigrafe della parola pontes, così come l'assenza dell'indicazione del numero di miglia, indicano che i blocchi erano collocati sul ponte. Attualmente le epigrafi sono conservate nell'atrio di palazzo Carmelo. Il testo segue un ordine decrescente.

### Misure
|           | Altezza (cm) | Larghezza (cm) | Spessore (cm) |
| Reperto A | 117          | 88             | 22            |
| Reperto B | 130          | 90             | 30            |

## Cippo miliare
[divi C]onstanti filio
[F]l[a]v(io) Valerio
Costantino
pio [f]el(ici) invicto Aug(usto),
cons(uli) III, imp(eratori) VIII,
p(atri) p(atriae), procons(uli)»
figlio del divino Costanzo,
Flavio Valerio
Costantino,
al pio felice invitto Augusto,
console per la terza volta, imperatore per la nona volta,
al padre della patria, proconsole»
(Epigrafe incisa sul cippo miliare.)
Epigrafe risalente al IV secolo d.C. incisa su un cippo miliare in pietra calcarea, privo della parte superiore, rinvenuto nel 1700. In un primo momento il cippo è stato collocato ad ornamento di un pozzo in contrada Le Torri, successivamente è stato rimosso dal Comune che lo ha interrato nel cortile interno di palazzo Carmelo. L'epigrafe è dedicata all'imperatore Flavio Valerio Costantino, ma in realtà va considerata nel contesto della via Traiana nel tratto che va da Ordona a Canosa. Se luogo di rinvenimento e collocazione del cippo dovessero coincidere, allora viene a modificarsi il percorso della via Traiana ipotizzato dall'Alvisi lungo la direttrice masseria Le Torri-ponte sull'Ofanto; viceversa, se il cippo è stato spostato dal posto del rinvenimento, allora l'ipotesi dello storico rimane valida. La dimensione del testo segue un ordine decrescente.

### Misure
|                     | Altezza massima (cm) | Altezza minimama (cm) | Diametro (cm) |
| Reperto             | 129                  | 106                   | 65            |
|                     | Altezza (cm)         | Larghezza (cm)        |               |
| Specchio Epigrafico | 74                   | 74                    |               |

## Cippo sepolcrale
Cinnamidi Aug(usti)
n(ostri) ser(vae) vixit annis
XXX; Compsinus co=
niugi b(e)n(e) m(erenti) p(osuit) c(um) q(ua) v(ixit) a(nnis) XVI,
[m(ensibus)- - -, d(iebus) - - - , sine] ula querel[a].»
A Cinnamis serva del nostro Augusto
visse trenta anni; Compsinus alla moglie
benemerita pose con la quale visse sedici anni,
[mesi- - -, giorni- - -, senza] alcuna lamentela.»
(Epigrafe incisa sul cippo.)
Epigrafe incisa su un cippo ad uso sepolcrale in pietra calcarea rinvenuto nel 1977 in contrada Posta Fara, nelle vicinanze del santuario della Madonna di Ripalta. Il cippo è di forma cilindrica appiattita longitudinalmente nella parte inferiore. L'iscrizione è incisa su un riquadro rettangolare nella parte anteriore; l'incisione è poco accurata, tant'è che alcuni caratteri sono posti sulla cornice lateralmente e inferiormente. Il cippo, datato tra fine del II secolo e l'inizio del III secolo d.C., viene dedicato dallo schiavo Compsinus alla propria moglie Cinnamis (serva imperiale), morta all'età di trent'anni.

### Misure
|                     | Altezza (cm) | Larghezza (cm) | Spessore (cm) |
| Reperto             | 42           | 105            | 57,2          |
| Specchio Epigrafico | 35           | 42             |               |

## Frammento di cippo miliare
nn(ostris)]
Diocleta[no]
et Maximia[no]
Augg(ustis)
[e]t Co(n)sta[ntio]
[et Maximiano]
[Caess(aribus)]
[...]»
Diocleziano
e Massimiano
Augusti
e Costanzo
e Massimiano
cesari
...»
(Iscrizione incisa sul frammento del cippo.)
Epigrafe incisa su un cippo miliare in pietra calcarea privo della parte inferiore, superiore e posteriore. Il rinvenimento è avvenuto in contrada San Marco-Pignatella; se tale luogo dovesse corrispondere alla località in cui il cippo è stato collocato, allora sarebbe confermata la tesi dell'Alvisi in merito al tracciato della via Traiana nel tratto canale Castello-monte Gentile. L'epigrafe è datata IV secolo ed è dedicata ai tetrarchi C. Valerio Diocleziano e M. Valerio Massimiano e ai loro luogotenenti C. Galerio Massimiano e Flavio Valerio Costanzo Cloro. Attualmente il cippo è conservato nel giardino di palazzo Carmelo.

### Misure
|         | Altezza massima (cm) | Altezza minima(cm) | Diametro (cm) |
| Reperto | 34                   | 14                 | 48            |

## Lastra onoraria dedicata a "L. Publilio Celso Patruino"
so Patruino
consulari viro
curatori rei p(ublicae) ob
singularem iusti=
tiam apstinentiam=
que, pariter et hono=
rificentia eius or=
do populusque Ca=
nusinorum patrono.»
uomo di rango consolare
curatore della cosa pubblica

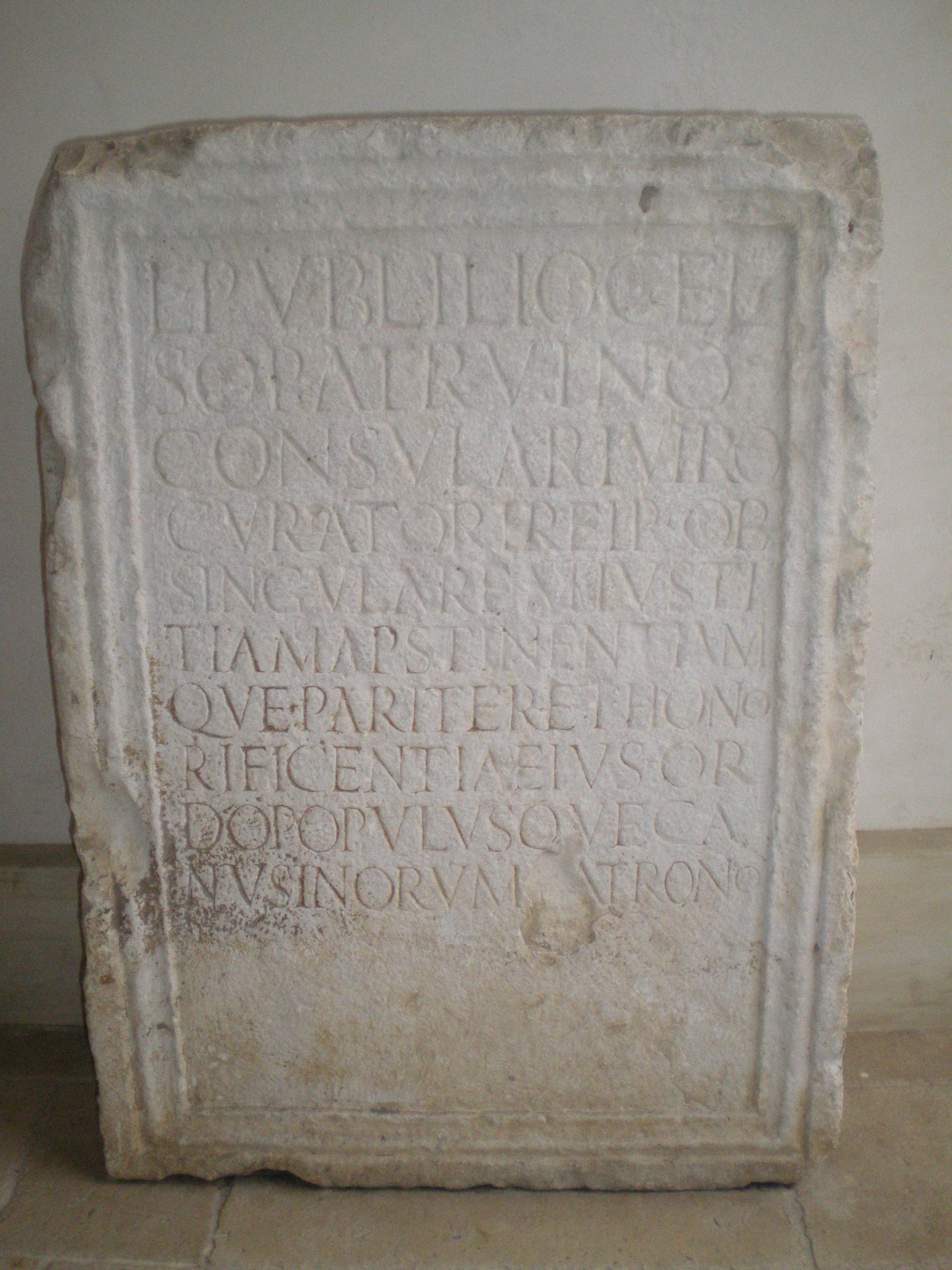
Lastra onoraria dedicata a "L. Publilio Celso Patruino"

per la straordinaria giustizia e integrità
e nello stesso per onorarlo
la curia e il popolo di Canosa
al patrono»
(Iscrizione incisa sulla lastra.)
Epigrafe incisa su una lastra onoraria in pietra calcarea rinvenuta in località Santa Felicita nel 1856. La scrittura è di tipo monumentale e la dimensione dei caratteri segue un ordine decrescente. La lastra è dedicata al console e amministratore di Canosa L. Publilio Celso Patruino per onorarlo. Il reperto, datato III secolo d.C. è conservato nell'atrio di palazzo Cirillo-Farrusi.

### Misure
|                     | Altezza (cm) | Larghezza (cm) | Spessore (cm) |
| Reperto             | 98           | 70             | 20            |
| Specchio Epigrafico | 80           | 54             |               |

## Lastra sepolcrale

### Testo A
[- - -] uatiae
[- - -]  llae
[- - -]Helpidi
[- - -] S f(ecit)»
[a sé e a Cl]uatia
[a - - -]lla
[- - -] a Helpis
[- - -] S fece»
(Epigrafe incisa sulla prima iscrizione.)

### Testo B
Ianuari[o]
lib(erto)»
Ianuarius
liberto»
(Epigrafe incisa sulla seconda iscrizione.)
Epigrafi incise su una lastra unica ad uso sepolcrale in pietra calcarea, attualmente murata sulla facciata del santuario della Madonna di Ripalta. La lastra manca della parte sinistra, destra e inferiore; presenta un'iscrizione principale e una secondaria (di fattura meno pregiata) incisa nello spazio non occupato dal testo primario. Le lettere incise sono di tipo monumentale con dimensione delle lettere decrescente.
Il primo testo cita tre persone: Eutychus (che ha dedicato l'epigrafe) e due donne defunte, mentre la seconda iscrizione è dedicata al defunto liberto Ianuarius; entrambi i testi risultano essere incompleti.

### Misure
|         | Altezza (cm) | Larghezza (cm) |
| Reperto | 21-24,7      | 23,3-23,5      |